# انتونیو الوارز (بازیکن فوتبال، زاده ۱۹۵۵)
انتونیو الوارز (انگلیسی: Antonio Álvarez؛ زادهٔ ۱۰ آوریل ۱۹۵۵) بازیکن فوتبال اهل اسپانیا است.
از باشگاه‌هایی که در آن بازی کرده‌است می‌توان به باشگاه فوتبال مالاگا، باشگاه فوتبال گرانادا، و باشگاه فوتبال سویا اشاره کرد.
وی همچنین در تیم‌های ملی فوتبال Spain national amateur football team و اسپانیا بازی کرده‌است.